# Riesling
Il Riesling Renano è un vitigno a bacca bianca dal quale si ottiene un vino fruttato e di carattere. Questo vitigno è probabilmente originario della Valle del Reno. È stato menzionato per la prima volta nel 1435 a Rüsselheim (Francoforte). Un altro documento menziona un "Rüsseling" in Alsazia nel 1348. Il botanico tedesco Hieronymus Bock (1498-1554) scrisse nel suo "Kreütter Buch" del 1546 che "i Rissling crescono sulla Mosella/Reno e nel Wormbs". Un'altra rivendicazione proviene dai viticoltori della regione austriaca della Wachau, perché lì c'è un vigneto chiamato Ritzling che è stato menzionato in documenti del XIII secolo, ma questa non è una prova. La sua diffusione è proseguita in Alsazia, Italia, Slovenia e Ungheria; oggi viene prodotto in molti luoghi del mondo, incluse l'Argentina e l'Australia. Secondo Ferdinand Regner, ricercatore dell’Istituto superiore federale per la viticoltura e frutticoltura in Klosterneuburg, il Riesling è un incrocio naturale di tre varietà: Heunisch, vitis vinifera subsp. sylvestris e Traminer bianco, ed è stato selezionato da ceppi di vite selvatica nell’Alto Reno. Scrive Regner:“Le nostre analisi genetiche rivelano tre fenomeni genetici che hanno portato la varietà Riesling all’uva che è oggi. Probabilmente, l’ultimo passaggio è stato l’incrocio del vitigno Heunisch (o Gouais Blanc), che ha portato al Riesling una certa stabilità, vitalità e forse il suo potenziale acido. In precedenza, il vitigno era una combinazione di Traminer con una vite autoctona del Reno. L’incrocio con il Traminer potrebbe essere avvenuto spontaneamente e dovette rappresentare già un miglioramento qualitativo. Riguardo al Traminer, esso fu portato sul Reno probabilmente dai Romani. La varietà originaria evidenziava piccoli acini e resistenza alle basse temperature. Probabilmente il Riesling era già stato notato dai Germani e, a causa della vicinanza all’uva selvatica, fu da essi selezionato. L’origine, individuata presso il Reno, è indiscutibile”.

## Aree di produzione
Fra le regioni dove si producono i Riesling più rinomati da citare le vallate tedesche attraversate dai fiumi Reno, Meno, Nahe, Mosella, Saar e Ruwer, ma si menzionano anche la valle del fiume Wachau in Austria mentre in Italia, le valli altoatesine dell'Isarco e dell'Adige. Per le caratteristiche morfologiche del territorio, i vigneti di questa regione hanno spesso forti pendenze che favoriscono l'esposizione delle piante ai raggi solari; questo dona al vino un'intensità e un bouquet molto apprezzati. Grazie alla latitudine settentrionale di questa zona e alle caratteristiche vulcaniche del territorio, il Riesling prodotto in Germania è caratterizzato dall'equilibrio tra acidità, dolcezza e contenuto alcolico.
Visto che ha una maturazione tardiva, il vitigno di Riesling quando è rivolto verso Nord presenta esigenze alte. Invece i pergolati ripidi congiuntamente alle rive pietrose che trattengono il calore lungo le valli dei fiumi, offrono condizioni ideali per la crescita, specie se orientati tra sud est e sudovest. Il Riesling ha una buona capacità di resistenza al freddo e al gelo e non ha eccessiva sensibilità alla secchezza dell'aria. La maturazione tardiva rappresenta una difficoltà tecnica, le viti sono suscettibili ai climi troppo caldi e marciscono facilmente, inoltre i terreni pesanti e umidi non sono appropriati.
In viticultura, le due componenti principali della coltivazione dell'uva Riesling sono un clima che permetta una maturazione lunga e lenta, e una potatura appropriata per tenere la produzione bassa e dunque il sapore concentrato. Insieme a questo, l'alta esposizione al sole, l'acidità alta dell'acino e l'assenza di sistemi di irrigazione distinguono un uvaggio di qualità da uno semplice. Tutto questo si riflette sul prodotto finale: infatti nei vini Riesling di alto livello predomina la nota ''petrolata'' (in Francese goût de pétrole) che con le sue associazioni sensoriali con la gomma o il cherosene può certamente disorientare un consumatore non abituato, o alla ricerca di un vino giovane e con aromi fruttati come può essere un Riesling di qualità commerciale. La preferenza per questi ultimi è comune in Germania e nel mercato delle esportazioni, condizionando le scelte dei grandi produttori, mentre il vino ''petrolato'' viene preferito in Alsazia. 
Un Riesling di maggiore qualità è inoltre più idoneo all'invecchiamento, il quale esalta la suddetta nota petrolata. Coltivato fuori zona, tende a mantenere le sue caratteristiche originarie. Esiste anche un vitigno denominato "Riesling Italico", comune in Austria, Romania, Ungheria e Croazia. Inoltre, a partire dall'uva Riesling, sono stati realizzati molti incroci, soprattutto nel secolo scorso. Il più celebre di questi è sicuramente il Müller-Thurgau (con uva Madeleine Royale), ma degni di nota sono anche il Kerner (con uva Schiava), Scheurebe (con Bukettraube, a sua volta incrocio di Sylvaner e Schiava) e Manzoni bianco (con Pinot Bianco). 

## Caratteristiche
Il vino si presenta di colore paglierino con riflessi verdastri. Il bouquet è fruttato, con sentori di pesca e di albicocca. Tipico non solo di questo vitigno ma di tutti quelli "oltre Cortina" è conferire al prodotto finale sentori di gasolio - idrocarburi (aromi varietali).

## Abbinamenti gastronomici

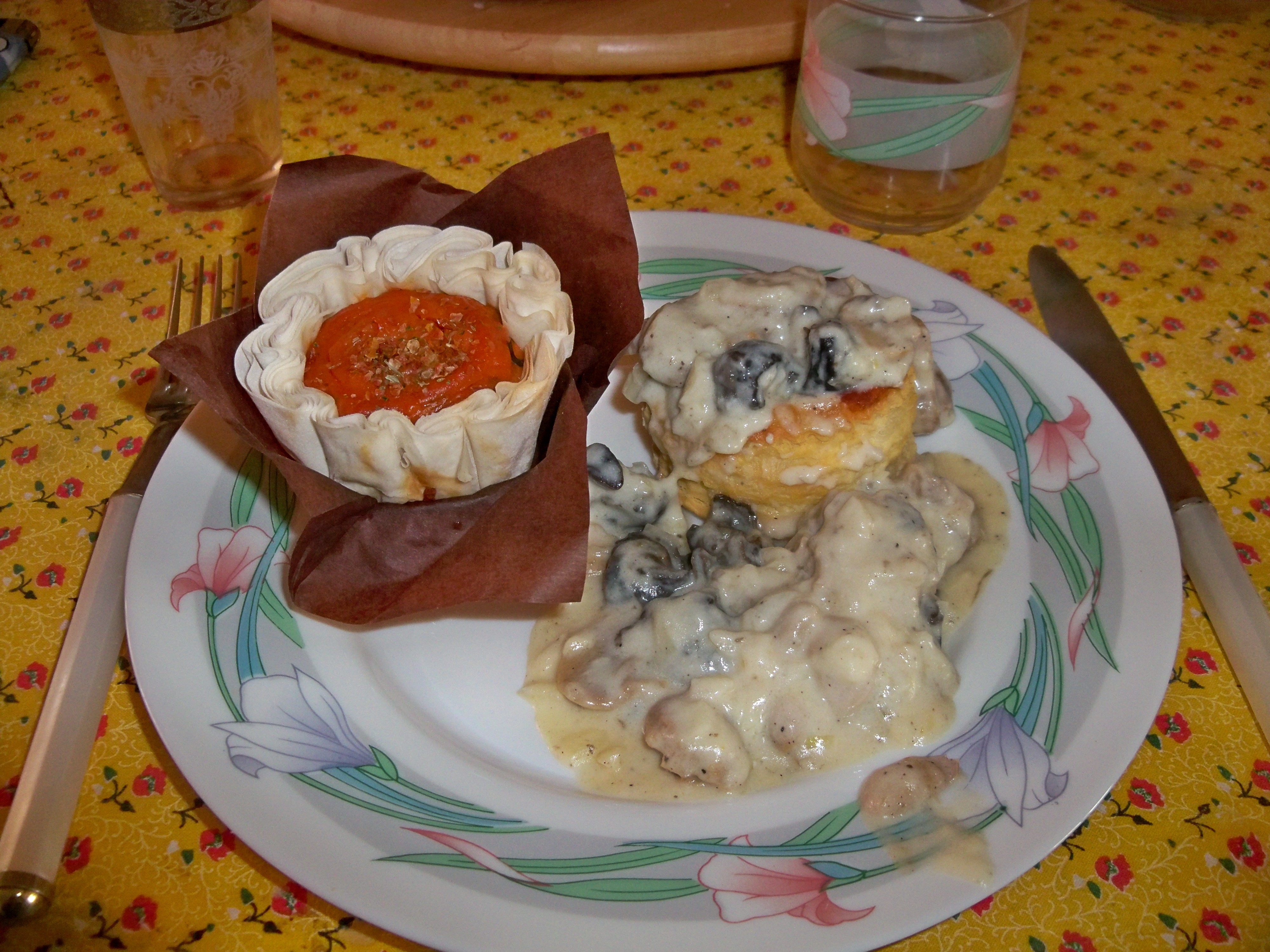
Lumache al Riesling

Gli abbinamenti dipendono dalla tipologia del vino, se secco o dolce, giovane o invecchiato. La versione secca - quella più frequente - si accompagna a pesce, insalate, a minestre e carni bianche. Ideale per aperitivi, soprattutto le versioni Kabinettcon qualche grammo di zucchero residuo. La temperatura ideale di servizio è di 9 °C per le versioni secche, 6-8 °C per gli spumanti e 8-10 °C per quelli dolci.
Si consiglia con piatti a base di pesce, verdure, antipasti:
- sushi, pesce crudo e antipasti piccanti della cucina asiatica
- frutti di mare, arancine, fritture
- tagliolini agli scampi
- risotto agli asparagi
- pollo al curry
- foie-gras per le vendemmie tardive
- pasticceria e dolci alla crema con frutta per i vini da acini nobili